# Carlos Berzosa Alonso-Martínez
Carlos Berzosa Alonso-Martínez (Madrid, 1945) és un catedràtic d'Economia Aplicada, rector de la Universitat Complutense de Madrid des del 23 de juny de 2003 al 3 de juny de 2011, després de ser degà els catorze anys anteriors en la Facultat de Ciències Econòmiques i Empresarials d'aquesta universitat. En els quatre anys previs a la seva elecció com a rector havia estat membre de la Junta de Govern i del Consell Social en representació del professorat. També havia estat director del Departament d'Economia Aplicada I.
Va col·laborar en diversos mitjans de comunicació, formant part del consell editorial del diari El Sol, en temes econòmics dels serveis informatius de la Cadena SER, tertulià comentarista a Onda Cero i col·laborador en el setmanari El Siglo. També és president de la Fundació General de la UCM, membre del consell de redacció de la Revista de Economía Mundial (REM) i director de la publicació Revista de Economía Crítica. De cara a les eleccions generals de 2011 va manifestar el seu suport a la candidatura d'Izquierda Unida.
És acadèmic d'honor de la Reial Acadèmia de Doctors d'Espanya.
Actualment imparteix classe d'Economia mundial als alumnes del Grau en Comerç, en la Facultat de Comerç i Turisme de la Universitat Complutense de Madrid. En 2014 és president de la Comissió Espanyola d'Ajuda al Refugiat, també coneguda com a CEAR.

## Publicacions
- Conciencia del subdesarrollo, amb José Luis Sampedro. Madrid: Taurus, 1996.
- La economía española ante la futura Unión Monetaria" en Nieto Solís, J. A., ed.: La Economía Española ante la Unión Monetaria Europea. Madrid: Síntesis, 1997. ISBN 84-7738-491-6.pp. 51-56.
- Mercado de trabajo y Estado de Bienestar en Guerra, A.; Soares, M.; Rocard, M. et al.: Una nueva política social y económica para Europa. Madrid: Editorial Sistema, 1997. ISBN 84-86497-33-7.pp.97-113.
- Trabajo productivo e improductivo en Villota, P., ed.: Las mujeres y la ciudadanía en el umbral del siglo XXI. Madrid: Editorial Complutense, 1998.
- Hacia una conciencia mundial. en Cuadernos de Arteleku, No. 14, 1998. ISBN 84-7907-255-5. pp.67-78.
- La desigualdad Norte- Sur en Villota, P., ed.: Globalización y Género. Madrid: Síntesis, 1999. ISBN 84-7738-646-3.pp.99-108.
- Globalización y nuevas arquitecturas políticas. en Selgas, F.J. y Monleón, J.B., eds.: Retos de la posmodernidad. Madrid: Trotta, 1999. ISBN 84-8164-272-X. pp.293-301.
- Desigualdad económica y Estado del bienestar en Fernández García, T. y Garcés Ferrer, J. eds.: Crítica y futuro del Estado del Bienestar. Valencia: Tirant lo Blanch, 1999. ISBN 84-8002-873-4. pp.35-51.
- El subdesarrollo, una toma de conciencia para el siglo XXI en AAVV: Derechos humanos y desarrollo. Bilbao: Mensajero, 1999. ISBN 84-271-2257-8. pp.17-29.
- Mercado, Estado y Economía Mundial en Revista de Economía mundial, No. 1, 1999. pp. 29-50.
- Los socialistas utópicos. Marx y sus discípulos con M. Santos. Madrid: Síntesis, 2000. ISBN 84-7738-750-8. pp.65-271.
- La economía crítica en el mundo y en España en Guerrero, D., ed.: Macroeconomía y crisis mundial. Madrid: Trotta, 2000. ISBN 84-8164-420-X. pp.245-250.
- Treinta años de desempleo y treinta años sin Keynes en Sistema, No. 155/156, abril de 2000. Pp.63-70.
- México y España ante dos procesos de integración en Comercio Exterior, Vol. 50, número 8, agosto de 2000. pp. 718-723.
- Las políticas neoliberales. en Papeles de la FIM, No. 15, 2.ª época, 2000. pp.15-25.
- Estructura Económica Mundial con P. Bustelo y J. de la Iglesia. 2.ª ed. Madrid: Síntesis, 2001. ISBN 84-7738-439-8.
- La economía y la socialdemocracia en las sociedades avanzadas en Fernández García, T. y Marín Sánchez, M., eds.: Estado de bienestar y socialdemocracia. Madrid: Alianza Editorial, 2001. ISBN 84-206-4466-8.pp.41-61.
- Desigualdad económica y desarrollo sostenible en Santana Vega, L.E., coord.: Trabajo, educación y cultura. Madrid: Pirámide, 2001. ISBN 84-368-1604-8.pp. 31-39.
- El Fondo Monetario Internacional y el Banco Mundial en la economía internacional, en Farré, M. y Allepuz, R., eds.: Globalización y dependencia. Lérida: Edicions de la Universitat de Lleida, 2001. ISBN 84-8409-103-1. pp.45-68.
- Alternativas a la globalización en Mientras Tanto, No. 80, 2001. pp. 49-63.
- El orden económico internacional. en Anales de la Cátedra Francisco Súarez, No. 35, 2001. pp. 9-21.
- Las escuelas de pensamiento económico en Guerrero, D.: Manual de Economía Política. Madrid: Síntesis, 2002. ISBN 84-7738-941-1. pp.221-258.
- Desigualdad económica mundial. en Tezanos, J.F.: Clase, estatus y poder en las sociedades emergentes. Madrid: Editorial Sistema, 2002. ISBN 84-86497-54-X. pp.85-100.
- Los desafíos de la economía mundial en el siglo XXI. Madrid: editorial Nivola, 2002. ISBN 84-95599-49-X.
- Subdesenvolupament i desigualtat en la distribució de la renda en el món en Vidal Villa, J. M., coord.: Cap a un món més o menys igualitari?. Barcelona: Biblioteca Universitaria, 2002. ISBN 84-7306-787-8. pp.39-60.
- La lucha contra las desigualdades en Guerra, A. y Tezanos, J.F. eds.: Alternativas para el siglo XXI. Madrid: Editorial Sistema, 2003. ISBN 84-86497-56-6.